# Alcipe caragrisa
L'alcipe caragrisa (Alcippe morrisonia) és un ocell de la família dels alcipeids (Alcippeidae).

## Hàbitat i distribució
Habita el bosc de muntanya de l'illa de Taiwan.